# Акъяр (Миякинский район)
Акъя́р (баш. Аҡъяр) — деревня в Миякинском районе Республики Башкортостан Российской Федерации. Входит в состав Качегановского сельсовета. 

## География

### Географическое положение
Расстояние до:
- районного центра (Киргиз-Мияки): 26 км,
- центра сельсовета (Качеганово): 6 км,
- ближайшей ж/д станции (Аксёново): 69 км.

## Население
| 2002 | 2009 | 2010 |
| ---- | ---- | ---- |
| 77   | ↘50  | ↗51  |